# Andricophiloscia melanesiensis
Andricophiloscia melanesiensis är en kräftdjursart som beskrevs av Albert Vandel 1973. Andricophiloscia melanesiensis ingår i släktet Andricophiloscia och familjen Philosciidae. Inga underarter finns listade i Catalogue of Life.